# CGI (Unternehmen)
CGI Inc. (bis Februar 2019 CGI Group) ist ein kanadischer multinationaler IT-Dienstleister mit Hauptsitz in Montreal, Kanada.
Das Unternehmen wurde 1976 in Québec von Serge Godin und André Imbeau gegründet und wird bis heute durch Serge Godin geführt. CGI ist spezialisiert auf Management- und Technologieconsulting, Systemintegration sowie Infrastruktur- und Business-Process-Outsourcing und Application Management.
Das Unternehmen ist an den Börsen in Toronto und New York gelistet. In Toronto gehört die Aktie zum S&P/TSX 60-Index.
CGI beschäftigt 91.000 Mitarbeiter in 40 Ländern und 400 Niederlassungen.
In Deutschland arbeitet u. a. die Bundeswehr mit CGI-Software zur Dokumentenverwaltung.

## Name
CGI steht ursprünglich für den französischen Namen Conseillers en Gestion et Informatique, den man übersetzen kann mit Berater für Management und EDV.
Als Englisch zur Unternehmenssprache wurde, hat sich das Unternehmen als offizielle englische Bezeichnung das Backronym Consultants to Government and Industry gegeben (Berater für Regierung und Industrie).